# Mount Axtell
Mount Axtell är ett berg i Antarktis. Det ligger i Västantarktis. Chile gör anspråk på området. Toppen på Mount Axtell är 1 272 meter över havet.
Terrängen runt Mount Axtell är platt. Trakten är obefolkad. Det finns inga samhällen i närheten. 